# Stephan Loboué
Stephan Loboué (né le 23 août 1981 à Pforzheim, dans le Bade-Wurtemberg, en Allemagne) est un footballeur international ivoirien. Il tient le poste de gardien de but.

## Biographie
Stephan Loboué évolue depuis la saison 2010-2011 dans le club de Rot-Weiss Oberhausen, en Bundesliga 2, avec lequel il a signé un contrat jusqu'en 2009.
Il a participé à la CAN 2008 avec sa sélection nationale. Il disputa la demi-finale contre l'Égypte, remplaçant Boubacar Barry Copa qui s'est blessé après le deuxième but. Loboué ne put empêcher la large défaite des siens (4-1) face au futur vainqueur égyptien.

## Clubs successifs
- 2000-2002 : VfL Wolfsburg ( Allemagne)
- 2002-2004 : Greuther Fürth ( Allemagne)
- 2004-2006 : Paderborn 07 ( Allemagne)
- 2006-2010 : Greuther Fürth ( Allemagne)
- 2010-2011 : Rot-Weiss Oberhausen ( Allemagne)
- 2012 : Golden Arrows ( Afrique du Sud)
- 2012-2013 : Eintracht Trèves ( Allemagne)
- 2013-2014 : SV Wacker Burghausen ( Allemagne)
- 2014-2015 : SSV Jahn Ratisbonne ( Allemagne)[1],[2],[3]

## Palmarès
Vierge